# グンナル・アンデシェン
グンナル・アンデシェン（Gunnar Andersen、1909年2月26日 - 1988年）はノルウェーの元スキージャンプ選手。自国のオスロで開催された1930年ノルディックスキー世界選手権で金メダルを獲得した。